# Фирлей, Генрик (епископ)
Генрик Фирлей (11 февраля 1599 — 3 декабря 1635) — церковный и государственный деятель Речи Посполитой, секретарь королевский и каноник краковский, референдарий великий коронный (1625—1632), аббат тынецкий (1627), епископ пшемысльский (1631—1635) и познанский (1635).

## Биография
Представитель польского магнатского рода Фирлеев герба «Леварт». Сын подскарбия великого коронного Яна Фирлея (? — 1614) и Гертруды Опалинской (1569—1602).
После смерти своего отца Генрик Фирлей унаследовал часть его имений, в том числе Каменноволю. Учился в университете Ингольштадта. После возвращения на родину был назначен секретарем королевским и каноником краковским, затем стал референдареим великим коронным (1625). При королевском дворе Генрик Фирлей пользовался покровительством королевы Констанции Австрийской, при его протекции в 1627 году получил сан аббата-коммендатора тынецкого.
В 1630 году польский король Сигизмунд III Ваза назначил Генрика Фирлея епископом пшемысльским (принял сан 28 июля 1631). В 1633 году отказался принять предложенный ему Владиславом IV сан епископа вармийского. 9 июля 1635 года был назначен епископом познанским. 12 октября 1635 года принял сан епископа, но не успел принять ингресс (вступить в должность). Был одним из самых убежденных приверженцев династии Ваза в Речи Посполитой.